# Segno di Battle
Il segno di Battle, o ecchimosi mastoidea, è una ecchimosi che si presenta nella regione retro-auricolare o mastoidea, conseguentemente ad un trauma cranico.
Il suo nome deriva da quello del chirurgo inglese William Henry Battle (1855-1936) che lo descrisse.
Il segno di Battle è tipicamente correlato a un trauma cranico contusivo e si sviluppa normalmente entro 24-36 ore dopo l'evento traumatico. Si manifesta come evidente livido a forma di mezzaluna dietro una o entrambe le orecchie. L'ecchimosi è causata dalla fuoriuscita di sangue nei tessuti proveniente dai vasi sanguigni rotti, nel territorio della arteria auricolare posteriore; a differenza di un livido comune, la raccolta ematica del segno di Battle resta visibile per diverse settimane.
È un indicatore clinico di fratture nella fossa cranica posteriore, alla base del cranio ed ha un valore predittivo positivo superiore al 75% per frattura cranica basilare (che attraversa il seno paranasale dell'osso frontale o l'orecchio medio nell'osso temporale) e al 66% per lesioni intracraniche.
Altre cause possono essere la frattura del condilo mandibolare, interventi chirurgici (ad esempio per il neurinoma acustico), che possono occasionalmente causare lividi attorno all'area mastoidea, o gravi infezioni dell'orecchio medio.